# Сакугава Канга
Сакугава Канга (1733—1815), также известный как Сакугава Сатунуси и Тодэ Сакугава — окинавский мастер боевых искусств, внёсший большой вклад в развитие окинавского тотэ, ставшего предтечей современного каратэ.
Реальной информации о Сакугаве практически нет, так как подавляющее большинство известных на западе историй о нём появились в XX веке из-за неверных переводов с японского и фантазий западных авторов. Наиболее известным учеником Сакугавы был сидзоку Сокон Мацумура основавший свою школу Сюри-тэ, из которой впоследствии образовался стиль каратэ Сёрин-рю.